# Pentlandsundet

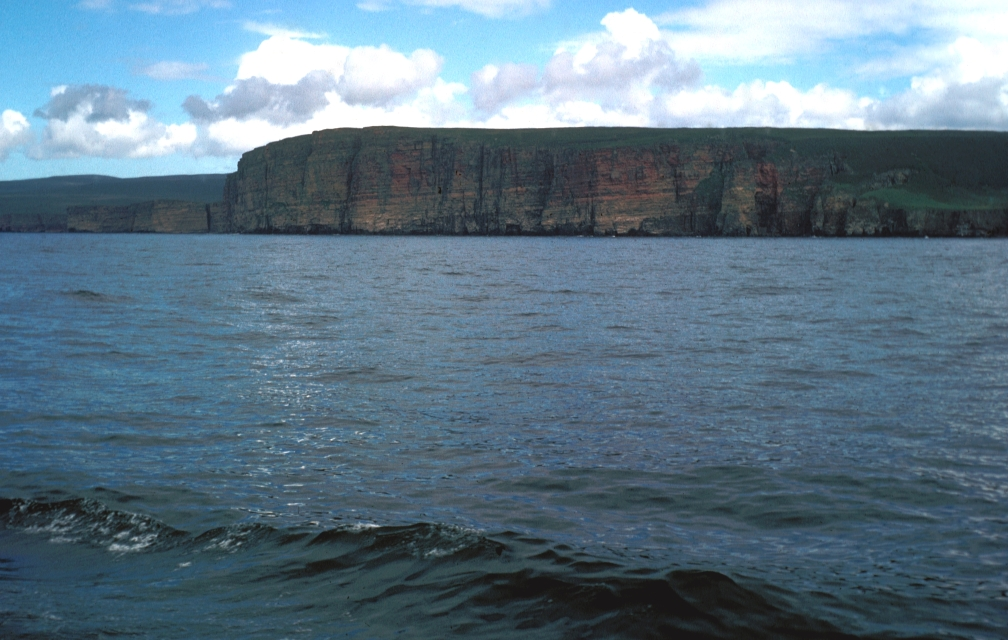
Ön Hoy på Orkneyöarna sett från Pentland Firth.

Pentlandsundet (engelska: Pentland Firth) är ett elva kilometer brett sund mellan Orkneyöarna och Skottland. Namnet kommer från Pettland's Firth, Pictlands fjord. Sundet har en av de kraftigaste malströmmarna i världen, med en hastighet på upp till 16 knop (30 km/h).

## Geografi

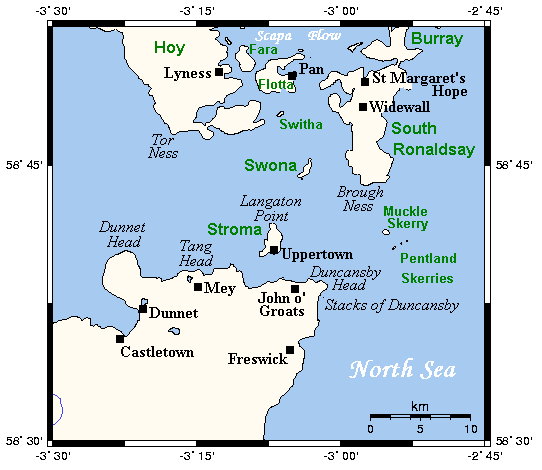
PentlandFirthMap

På södra sidan sträcker sig Pentlandsundet från Dunnet Head (udde) i väster till fyren Duncansby Head i öster, på Orkneysidan från ön Hoys södra udde i väster till ön South Ronaldsay i öster. Mitt i sundet ligger de mindre öarna Stroma och Swona.

### Brittiska amiralitetet
På sjökort över Pentland Firth står:
Pentlandsundet har extremt starka och snabbt växlande tidvattenströmmar beroende av ebb och flod. Strömhastigheter på 12 knop och extrema hastigheter på 16 knop har rapporterats. Sjöfarare som avser passera Pentlandsundet skall se upp på de mycket starka tidvattenströmmarna och strömsättningen i området. Man kan hamna i svårigheter både när man färdas med eller mot tidvattnet.

## Marina djur
Marina djur som observerats i Pentlandsundet:
- Sälar kan observeras året runt och på Stroma finns ofta stora kolonier.
- Tumlare, Kaliforniatumlare och Dalls tumlare kan observeras året runt.
- Delfiner är inte så vanliga, men förekommer ibland.
- Späckhuggare observeras ofta i maj och juni.
- Vikval observeras ofta juni och oktober.
- Brugd är inte så vanliga, men observeras ibland från maj till augusti.
- Havssköldpaddor observeras sällan, men hamnar ibland i fiskares nät.

## Tidvattenkraftverk
Skottlands regering godkände 2013 energiprojektet MeyGen att anlägga ett Tidvattenkraftverk i Pentlandsundet. Projektet ska ske i två steg och kommer att bli Europas största tidvattenkraftverk. I första steget ska 49 turbiner om vardera 1,5 MW installeras på havsbotten. De första fyra turbinerna sattes i drift i april 2018.